# ウケメン
『ウケメン』は、フジテレビで2018年11月24日から2019年6月1日まで不定期放送され、2019年8月3日から2020年9月26日まで月1回レギュラー放送されていたお笑いバラエティ番組。

## 概要
お笑い界の未来を担う本当にウケるメンツ＝「ウケメン」を発掘するというコンセプトで、総勢300組超の中からオーディションとTwitter上での人気投票で選抜された6組の芸人が、ネタやコント、企画などを行った。初回の2018年11月24日深夜放送では、オーディションで選ばれた芸歴10年未満の若手芸人10組がネタを披露。さらに、それぞれのネタを放送直後から番組公式Twitterにアップロードし、再生回数やリツイート数などを集計した人気投票を実施。1か月後の第2回放送でランキングを発表し、上位のトキヨアキイ（第6位）、3時のヒロイン（第5位）、リンダカラー（第4位）、マカロン（第3位）、ひみつスナイパー健（第2位）、フタリシズカ（第1位）の6組がメンバーに選ばれた。ランキング形式は『バチバチエレキテる』以来である。この番組の特徴としてインターネットとの連動が挙げられ、公式Twitterで一部のネタやコントの動画などをアップロードしている。また、2019年7月6日22時30分からYahoo! JAPAN（GYAO!）での先出し配信が開始された。
2019年8月3日からは月1回のレギュラー番組となった。
2019年12月28日配信回をもってYahoo! JAPAN（GYAO!）での先出し配信は最終回を迎えた。なお、地上波の月1レギュラー放送は継続。
2020年5月30日放送分でソフトバンクの提供するARアプリ「AR SQUARE」とのコラボ発表。
2020年9月26日に最終回を迎えた。その後2020年12月12日から3週に渡って、事実上の後継番組となる「Do8」が放送された（近藤真広、石川隼らスタッフ陣、3時のヒロイン、久間田琳加が続投）。

## 出演者

### レギュラー
トキヨアキイ（2015年結成）
ササ
体を張ったコントで番組を支えた。かなでからの恋を諦めさせる企画では、1ヵ月間クズ男を演じ切った。
よし
進行役。番組中だけでなく、ライブでも担当していた。コントに出演する事はかなり少なかった。

リンダカラー（2017年結成）
デン
演技力を活かし、多くのコントで主役（ボケ役）を担当することが多かった。企画モノではキャラに扮して進行することもあった。
たいこー
企画モノでは体を張り、コントではツッコミ役を担当することが多かった。大の女好きで、ドッキリ企画で共演した舞台女優にも手を出していた。泳げない。

3時のヒロイン（2017年結成）
福田麻貴
女性陣の中では痩せ型のため、主役・脇役として多くのコントに出演していた。ツッコミ要員として活躍することも多かった。
ゆめっち
コント・ゲーム企画においてビッチ系やギャル系のキャラで目立っていた。
かなで
体格を活かしたキャラクターを多く演じており、男装することが多かった。2019年の夏からササに片思いしていたが、番組内の企画でフラれた。

マカロン（2013年結成・2022年解散）
前嶋大翔
長髪を活かしたキャラクターを担当。最終回で番組内で相方にも内緒で入籍していたことを発表した。
舟久保匠
地味なキャラクターを演じることが多かったが、主役・脇役ともに多数のコントに出演していた。

ひみつスナイパー健（2015年結成・2020年解散）
ふじこ
外見にインパクトのあるキャラを演じることが多かった。人間性を問題視されており、そのことをよくいじられた。
仁木恭平
コントでは脇役に徹していた。滑ることが多く、相方同様いじられていた。

### 過去の出演者

#### レギュラー
フタリシズカ（2016年結成）
加賀谷秀明、横井かりこる
身体能力を活かした体当たり企画を主に担当していた。2019年9月から出演していない。2020年5月以降公式サイトの出演者欄にも掲載されておらず、オープニングにも名前が消えたため降板したものと思われる。

#### 初回放送のみ出演
- サンプル（高崎、373）
- ジャイアントパンダ（関根、宮城）
- しんぼる（あんり、きりやはるか）
- むろみさ
  - 2018年11月24日放送の初回のみ出演。オーディションの最終選考10組に残るも、人気投票で上位6組に選ばれず落選となった。

#### MC
- 藤田ニコル
- 丸山桂里奈（ゲストとして1度出演）[4]
- 久間田琳加（ゲストとして3度出演）[5] [4] [6][7]

#### 進行
- 久慈暁子（フジテレビアナウンサー）（ゲストとして1度出演）

### ゲスト
- 尾崎世界観 [8]
- 黒木ひかり（2度出演）[5][6]
- 市川美織（2度出演）[4] [6]
- 奥野壮 [6]
- 小関裕太 [9]
- 鈴木愛理（2度出演）[9][10]
- 小手伸也 [9]
- アンジェラ芽衣（3度出演）[10][11][12]
- 大場美奈（2度出演）[11][12]
- ぺこぱ [13]
- DJ KOO [13]
- 四千頭身（2度出演）[13][14]
- かまいたち[14]
- 河合郁人、塚田僚一（A.B.C-Z）[15]
- 岡田結実[15]
- ワタリ119
- ファーストサマーウイカ
- 豆原一成、鶴房汐恩（JO1）[16]
- 布川ひろき（トム・ブラウン）[16]
- 堤下敦（インパルス）[16]

## 主なコント
ヘイセイドラマシリーズ 平成を彩った名作劇場
平成の人気ドラマを出演者が内ももにワイヤレス低周波装置を装着しながら平静を保って演じ切るという企画。低周波はスタッフが遠隔操作で作動させるため、いつ来るか分からない。故に低周波の恐怖で演者が台詞を忘れてしまうこともあるが、その場合でも演技は続行しなければならない。
ドラマは全て｢第1話｣｢第2話｣｢最終話｣の3つのパートに分かれており、各パートで低周波の装着者が異なる。第1､2話では装着者は1人(稀に2､3人)で、低周波を装着していない演者は、あくまで低周波のことを何も知らない体であるため、低周波を喰らった演者を煽ったり心配する演技をすることが多い。最終話はドラマで使われたダンスや名シーンなどを披露することが多く、演者のほぼ全員(最大8人)が装着する。『ショムニ』以降では演者の立ち位置によって低周波を作動するタイミングが異なっており、最後は一斉に低周波を喰らい終了する。
挑戦したドラマは順に『ガリレオ』、『ナースのお仕事』、『GTO』、『ショムニ』、『ごくせん』、『HERO』、『逃げるは恥だが役に立つ』、『3年A組-今から皆さんは、人質です-』。
まいみょん
悩みを抱える人の前にあいみょんに憧れる女・まいみょん（福田）が現れ、「ツブヤキノヒ」という曲を披露して困惑されたり批判をされる。
コントとしての放送は少ないが、『ミュージックフェア』や『僕らの音楽 Our Music』の照明スタッフを呼び、スタジオを借りてライブをする回やゲストとコラボしてライブをする回が度々ある。
番組にゲストで登場した鈴木愛理には実際にライブツアーにも招待され、「ツブヤキノヒ」を2人で歌い切った。その他に、市川美織やDJ KOOとも番組内でコラボライブを行っている。
かなで富士昇進伝達式
昇進伝達式において、大関かなで富士（かなで）が記者の前でお題を出されて大喜利を行う。
ハッシュタグ（＃）
真面目に仕事をする上司と部下（たいこー、舟久保）を尻目に不真面目な新人（デン）がハッシュタグをつけてつぶやく。刑事や爆弾処理班、救急隊員やテレビ局員などバリエーションが存在する。
出世したくない若者 島デン作物語
島デン作（デン）と同期の舟久保が主役。出世をしたくないのに、鈴木常務（たいこー）に評価されて出世をし続ける島デン作と出世をしたいのに降格していく舟久保の姿が描かれている。
島は、プロジェクトリーダー→課長補佐→部長→常務取締役→社長と昇進していくのに対し、舟久保は、東京勤務→沖縄出向→青森出向と散々な目に合っていく。
島の計らいもあって舟久保は人事部長に昇進し、島を平社員に降格させることに成功。ところが、島を降格させたことにより鈴木常務の逆鱗に触れてしまい舟久保はクビになり、島は社長に就任する事態に。
その後、舟久保は行きつけのおでん屋で社長になった島と役職を交換することになり社長にまで上り詰めるものの、初日に秘書の仁木の裏切りにより解任。最終的に島と舟久保は再び平社員として奮闘していく姿が描かれた。元ネタは『半沢直樹』、『課長島耕作』など。
キスは踊る
2人きりの中、ササが相手にキスをすると、相手の頭の中でササと太った妖精（かなで）が激しいダンスを踊り出す。ちなみに、毎回キスをする前によしが邪魔に入る。
田比岡くん なんでそんなに好きなん？
ある高校に顔中にタピオカをつけた田比岡ひろし（ふじこ）が転校し、女子高生たちの行列ができる。
ム口ツヨシの挑戦
ムロツヨシに似た日本一無口なタレントであるム口ツヨシ（たいこー）が体を張った様々な芸に無口で挑戦する。
新人AD 前嶋ローランド
ROLANDに似ている新人AD・前嶋ローランド（前島）。仕事でミスをしながら堂々と名言を喋り続けるローランドに対して、ディレクター（福田）が辛辣な対応をする。
ティッ君とトッ君
土木作業員のティッ君（デン）とトッ君（ササ）がTikTokを撮りながら身体を張ったチャレンジに挑戦する。ティッ君が動画の構成を考えて、トッ君は身体を張って毎回散々な目に合う。
挑戦した動画内容は「ノーハンドヘルメット」、「ダイレクトお湯飲み」、「一斗缶だるま落とし」 、「金属パイプ白刃取り」、「やかんバーベル」、｢ドラム缶スライディングチャレンジ｣、「手押し車一本橋」、｢巨大な玉からスマホ救出チャレンジ｣。
デンとササが「二人で何かやりたい」と考えて生まれたもので、初めて出演者が自ら企画提案したコントとなった。
UNNニュース
煽り運転や申告漏れなどトレンドを抑えたニュースをアレンジして届けている。主に福田と舟久保がキャスターを務めるが、フジテレビアナウンサーの藤井弘輝、藤本万梨乃が出演する事もある。
君の内臓をたべたい
ゾンビ（ふじこ）と結婚したい娘（福田）と結婚に賛成する母(ゆめっち)、それを認めることができない父（舟久保）の葛藤を描くドラマ形式のコント。 元ネタは『君の膵臓をたべたい』。
BB弾少年団
正式名称はBB彈少年團。メンバーはニキン（仁木）、アールデン（デン）、ササヴィ（ササ）、フナグク（舟久保）、ヨシホープ（よし）。世界で活躍するK-POPアイドルに追いつけ追い越せという至上命令のもと、振付師のMAKIKO先生（福田）からスパルタのダンスレッスンを受ける。しかし、先生は振付を一度しか見せず、それだけでメンバー達はダンスをマスターしなければならない。もしミスをしたら連帯責任としてBB弾銃から放たれる大量のBB弾がメンバーに襲い掛かる。元ネタは『BTS』。
CALORIES（カロリーズ）
ネタで勝負をする売れない若手芸人の百田まき（福田）が、大食い企画といったカロリーをキーワードに成長していくドラマ。人気写真家の奈良デンミ（デン）や彼氏の野間フナク（舟久保）、大食いスターのYUMECHY（ゆめっち）が物語の脇を固める。ゲストとしてどきどきキャンプ岸なども出演。元ネタは蜷川実花監督のドラマ『Followers』。
地雷女デリちゃん
ZOOMで行うリモート飲み会で、情緒不安定でメンヘラのデリちゃん（デン）と彼女に振り回されるたいこー、舟久保、ゆめっちを描いたコント。心理テストや絵しりとりなどを行うが、舟久保(稀にたいこー)がデリちゃんの逆鱗に触れる言動をしてしまう。デリちゃんは怒る際に必ず「分かんない分かんない分かんない」と連呼し、クマのぬいぐるみをボコボコに殴りながら愚痴を吐く。
その後デリちゃんは｢デリのことをヤバい地雷女だと思ってるんでしょ？｣と問いかけ、｢そんなことないよ！｣｢デリちゃんのためなら何でもやるよ！｣と言うたいこーに、頭で酒の瓶を割る、シャンパンのコルクを股関で受け止める、瞬間接着剤で鼻と上唇をくっ付けるなど、むちゃぶりをさせて仲直りする。
姉と妹
Cocomi風の姉（福田）とKōki,風の妹（ゆめっち）のインスタライブ風コント。元ネタはモデルである本人たちのインスタライブ。
スーパーマイバスケット
客（福田以外のメンバー）がスーパーに置いてあるバスケットやカートを使ってネタを行い、レジ店員（福田）にツッコミを入れられる。
最終回では福田も客側になりネタを行い、店長に扮したゲストのインパルス堤下にツッコミを入れられる。
ING GNU
King Gnu井口理風のたいこーが｢◯◯ing GNU｣といったお題で体を張った様々な芸に挑戦する。オチにデンが毎回助けに来るという設定でたいこーを馬鹿にしたり、さらに危害を与える。BGMとして白日が使われている。

## 主なコーナー
チャレンジ企画
番組初期から行われている唯一の企画。最初期は口パク漫才「パクマン」やガリガリ君の当たりが出るまで食べ歩き続ける「ガリガリ散歩」、「連続テレビ大食いチャレンジまんぷく」、内ももに低周波装着をつけて平静を保ったまま漫才を行う｢ヘイセイ最後の漫才｣(後に｢ヘイセイドラマシリーズ 平成を彩った名作劇場｣として登場)などが行われていた。
その後も、共演者にバレずにコンビでキスを行う「KOC キス オブ コンビ 2019」、相方にバレずに10分間で前髪を散髪をする「熱頭甲子園　夏のサンパツ大会」、ワンカットでMVの撮影に挑んだ「ワンカットMV撮影チャレンジ」、メンバーの自宅に潜入し、気づかれないように生活する「パラサイト〜半地下の芸人〜」などが行われている。
ボケを止めるな！
初期に放送されていたモノボケ企画。ワンカットでメンバー全員が連続して面白いことを続ければ監督（たいこー）はカメラを止めないというもの。元ネタは『カメラを止めるな!』。上田慎一郎監督もパロディとして公認していた 。
加賀谷チャレンジ企画
初期に放送されていた体当たり企画。ノーハンドで障害物を加賀谷が跳び越え、失敗した場合は相方・横井からのキスが罰ゲームとなっていた（横井にとってはご褒美なので、失敗を祈る立場で登場）。
設定が毎度異なっており、「飛んで加賀谷」、「KAGAYADAM」、「東京跳種トーキョートブール」とタイトルも変更されていた。飛び越えた物は順に、郵便ポスト、ピアノ、シャンパンタワー。元ネタは『翔んで埼玉』、『キングダム』、『東京喰種トーキョーグール』。
JAPANGLISHに気をつけろ！
ニューヨークの外れにある和食屋に、アメリカ人のヨシントン（よし）、ベトナム人のフク・ツィー（福田）、スペイン人のデントニオ（デン）、ブラジル人のユメンチーナ（ゆめっち）、インド人のササーシャ（ササ）が集まり、ジャパングリッシュ（和製英語）を話さないようにするゲーム企画。全問正解するとご褒美があり、失敗すると罰ゲームとしてワサビが大量に入った激辛のケジメロールをマスター（舟久保）から口に放り込まれる。初めは中国人の陳さん（仁木）がいたが、滑り過ぎてリストラされた。
アンマキ先生が教えるダメ出し学
アンミカにそっくりなアンマキ（福田）がメンバーに対してダメ出しをするコーナー。余談ながらアンミカと福田は大阪府立住吉高等学校の先輩後輩である。
ウケメンショッピング
プレゼンターのアンマキ（福田）がレギュラー陣の私物をフリマアプリに激安価格で出品する企画。これまでにアーミーバッグ（仁木私物）、トム・ブラウンの眼鏡（デン私物）、イルビゾンテの財布（ゲスト・四千頭身都築私物）、Ground Yのジャージ（デン私物）、ナイキ エアMORE UPTEMPO（ゲスト・かまいたち山内私物）、マジック道具（ゲスト・かまいたち濱家私物）がそれぞれ300円で出品された。
リアルバカ脱出ゲーム
たいこー、ゆめっち、かなで、ササのリアルバカ4人衆が出題された問題を解き、牢屋からの脱出を目指すゲーム企画。他のメンバーは別室で問題を解いている様子をモニタリングしながらツッコミを入れる。初期はたいこー、かなで、ササの三人だったが、後にゆめっちもバカであることが発覚したためリアルバカ軍団に加入した。ゆめっちは加入時、「いままで観覧だったが笑いにくかった。」と語った。
私立学臭館高校 ３年オェー組
熱血教師（デン）が生徒を指名し、教卓で音読させるが生徒に強烈な激臭が襲い掛かる。たまにデンも挑戦させられる。
RED NARCOS（赤いナルコス）
赤い麻薬で大金を稼いでいる麻薬密売人のデンクス（デン）がニキチャポ（仁木）、ドン・ササ（ササ）、ユメベラ（ゆめっち）と共に密売グループ｢カルテル｣を結成。赤い麻薬を求めて駆け引きを行うゲーム企画。5枚のカードの内「ハートの7」を引いた者が勝者となり、鼻から赤い麻薬（実際は粉末状の唐辛子）をキメることになる。キメた直後はすぐに鼻うがいをする。本来は1ゲームにつき1人だけが喰らうが、デンクスやゲストが他のゲストやカルテルのメンバーを巻き添えにすることがあるため、ゲストはゲームの結果に関係無く必ず吸わされる羽目になる。プレイヤーは進行のデンを除いて5人のため、ゲストは2人組が基本だが、3人組の場合は人数調整のためか、仁木が不在。元ネタはネットフリックス制作の海外ドラマ『ナルコス』。
3字の青春白書
マッキー（福田）、ユメンダ（ゆめっち）、カナディ（かなで）、ササニエル（ササ）、デンビット（デン）のティーンエイジャー5人組が中心のゲームコーナー。お題を1分以内に3文字の言葉だけで伝えられた時、そのカップルに永遠の愛が訪れるという恋の伝説を元にゲームが進められる。出題者が3文字じゃないヒントを言う(｢◯◯の｣などの文章系もNG)、一定時間ヒントを言わない、同じヒントを出してしまう、もしくは解答者が誤答をする度に連帯責任で2人(初回は自分のみ)の内ももに恋の神様からの低周波が襲いかかる。時間切れになった場合は低周波レベルMAXのお仕置きが待ち受けている。初回ではクリアするとアクリル板越しでキスすることができる。元ネタは『ビバリーヒルズ高校白書』など。
KuziU
｢Gizi Project｣のプロデューサーであるM.Y.Park(前嶋)が結成した7人組グループ。メンバーは福田、ゆめっち、かなで、よし、ササ、デン、舟久保。
音楽が始まると縄跳びダンスのテンポに合わせて左右1つずつ罰ゲームの内容がオープン。7人は踊りながらどちらかを選ばなければならない苦渋の選択を強いられる。音楽の終盤で中央に縦に並び、終わる瞬間に自分が多数になると思う罰ゲームの方向に一斉にジャンプする。最終的に少数(3人以下)だった罰ゲームを選んでしまった場合、自分が選んだ罰ゲームを実行しなければならない。元ネタは『NiziU』。

## ネット局
- 東海テレビ（2020年4月、2020年7月6日深夜、2020年8月10日深夜）
- 石川テレビ（2020年8月12日深夜、2020年9月1日深夜）
- 富山テレビ（2020年7月9日深夜）
- テレビ新広島（2020年7月11日深夜、2020年8月31日深夜）
- テレビ西日本（2019年4月、2019年9月、2020年1月3日深夜、2020年5月20日深夜、2020年5月27日深夜、2020年6月3日深夜）

いずれも臨時ネットである。

## スタッフ
- タイトル音楽：小春（チャラン・ポ・ランタン） [24]
- ナレーション：もも（チャラン・ポ・ランタン）
- 構成：中藤洋、長谷川優、酒井健作
- SW：遠藤俊洋
- CAM：池田幸弘
- AUD：松本良道
- VE：山下将平
- LD：甲斐則行
- 技術コーディネート：橋本雄司
- 美術プロデューサー：三竹寛典
- 美術デザイン：永井達也
- アートコーディネーター：西嶋友里
- 大道具：宮路博貴、楢崎善正
- 装飾：乾川太志
- アクリル装飾：堀内重彰
- 電飾：桑島亮太
- ファイバーワーク：中川祐花
- 植木装飾：小笠原了平
- メイク：大高里絵
- 衣裳：岡田夏海
- 持道具：若林瑞帆
- 編集：中島史雄
- MA：小林由愛子
- 音効：高津浩史
- 技術協力：ニユーテレス、JAPAN MEDIA CREATE、fmt
- 制作協力：FCC、STAYTUNED
- 編成：赤池洋文
- 編成メディア：小池一洋
- コンテンツコーディネート：鹿内植
- 広報：池田綾子
- TK：槇加奈子
- デスク：市川亜季
- 制作統括：戸渡和孝
- 演出補：井上拓也、濱島敦志、西久保優
- 制作AP：曽我伽仰里
- 制作プロデューサー：鈴木ちえこ
- プロデューサー：宮崎孝幸、山本布美江
- ディレクター：高瀬康宏、木村慶彦
- 企画・プロデュース：近藤真広
- 演出：石川隼
- 制作：フジテレビ編成制作局制作センター第二制作室
- 制作・著作：フジテレビ

### 過去のスタッフ
- 構成：オークラ
- 大道具：畠山茂
- 装飾：牛沢直樹
- メイク：山田かつら
- 広報：神崎素子
- 演出補：伊藤大地
- ディレクター：田中良樹
- 制作プロデューサー：野中和哉、小澤慧里子
- アソシエイトプロデューサー：黒木彰一